# Vincent Labaume
Pour les articles homonymes, voir Labaume.
Vincent Labaume est un artiste polygraphe né en 1965, à Cosne-sur-Loire (Nièvre). 

## Biographie
Élève à l'école Boileau (16e arrondissement de Paris), il assiste au suicide du chanteur Mike Brant rue Erlanger en 1975.
Après des études de philosophie et un cheminement de recherche auprès de l’école « déconstructionniste » de Strasbourg,  il s'éloigne de la philosophie universitaire tout en poursuivant à sa manière une conduite déconstructrice vitale et sans diplôme.
Ennemi des séparations et des autorités, sa pratique vise à introduire dans chaque discipline ou dimension investie, un virus polygraphique spécial, une filature du détail grinçant qui en submerge les contraintes, en emporte les conventions, et en relance la fable « anarchique », ce pur partage d'un moment d'extase historique, où l'événement créatif transit tous ses témoins. Praticien autonome du langage et des formes, il est tour à tour : bibliographe, poète publicitaire, diffuseur d’ambiance culturelle, critique d’art, enquêteur et biographe, producteur et animateur de radio, performer et plasticien.
Pour les 20 ans de la Ménagerie de verre, il propose Histoires avec pas, une polygraphie parlée et dansée, tentant d'allier la chanson de geste médiévale à l'ordre d'un plateau d'émission de veillée médiatique.

## Jagoulisme
Se voulant la synthèse des différents mouvements affiliés au déconstructionnisme en y rajoutant chaos et incohérence, le jagoulisme se traduit par l'incompréhension manifeste qu'éprouvera le béotien face à deux éléments que tout induit (buts/moyens) et que le tenant du jagoulisme utilisera en parfaite opposition. 
On est donc face à un courant de pensée caractérisé par l'antinomie entre les buts poursuivis par un individu et les moyens appliqués pour ce faire, le tout mis en avant par l'incompréhension des parties tierces.
On retrouvera ainsi des éléments du jagoulisme chez Christophe Colomb lors de sa découverte accidentelle des Caraïbes en recherchant les Indes ("Pour aller à l'est, il suffit d'aller très longtemps à l'ouest") ou chez Christian Clavier dans l'adaptation télévisuelle de Napoléon, livrée par l'artiste polygraphe Josée Dayan ("C'est parce que c'est simple que c'est imparable")

## Œuvres
- Dernières expositions personnelles : La Ballade des Pendus, Galerie Loevenbruck, Paris, septembre 2003. Anteclips, Galerie Loevenbruck, Paris 18 janvier-8 mars 2008.
- Dernières expositions collectives : Après la fin de l'art, 1945-2003, Musée d'Art Moderne de Saint-Étienne, novembre 2003-février 2004. Postérieurs, Galerie Martagon, Malaucène, août-septembre 2004.
- Principaux spectacles et performances : La Parole contre la Danse, chorégraphie parlée d’après Kleist, Théâtre Le Colombier, Bagnolet, 2001. Le Soulèvement de Pantin, Parc de La Villette, Pantin, 2001 ; L’Effeuillage cosmique de l’étoile rouge, École des Beaux-Arts de Dunkerque, 2000 ; Encore le petit chaperon rouge, Centre Georges Pompidou, 1999 ; Manifeste du parti artistique, Public, Paris, 1999.

## Ouvrages
- Michel Journiac, éditions des Musées de Strasbourg-École Nationale Supérieure des Beaux-Arts de Paris, 2004.
- Louis Perceau, le polygraphe, essai biographique, éditions Jean-Pierre Faur, 2005.
- La photo n'est pas sensible, à partie de l'œuvre de Pierre Molinier, éditions confluences, FRAC Aquitaine, 2013.